# 会陰切開
会陰切開（えいんせっかい、英語: Episiotomy）とは、出産・分娩時に会陰裂傷を予防する目的に会陰部に切開を加える分娩介助方法の一つ。

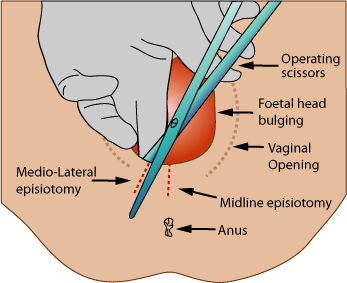

## 歴史
1742年に、アイルランドの外科医フィールディング・オールドが難産の症例に行ったのが、最初と言われている。
1985年、WHO（世界保健機構）ヨーロッパ地域事務局およびアメリカ地域事務局はブラジル・フォルタレザ会議で「出産科学技術についての勧告」を採択し、全ての産婦へ一律に会陰切開を行うのは妥当ではなく、他の方法による会陰保護を実施した上でなおかつ必要となる場合に行うものとした。

## 方法

### 切開時期
一般的に分娩第2期の膣口が全開大して児頭が見えてくる時期に行う。

### 麻酔
通常は切開部に局所麻酔を注射して行うが、無痛分娩でない場合は分娩時の痛みの方がはるかに強い為、麻酔をしなくても切開時の痛みを特に感じないという人も多い。

### 切開法
一般に剪刀（ハサミ）にて切開する。
- 正中切開

肛門側に切開を加える。
- 中側切開（一般的に多く行われる）

時計の7時または5時方向に、斜めに切開を加える。

### 縫合
分娩終了後に頸管裂傷の有無を検索し、必要であれば頸管裂傷部の処置を行ってから施行する。
近年では吸収糸にて行うことが多い。

## 議論
会陰切開は一般の病院・診療所での出産において多くの場合行われており、産婦人科医不足に伴い助産師に会陰切開の施行を行わせるべきかという議論が起こっている。